# 保羅·克利

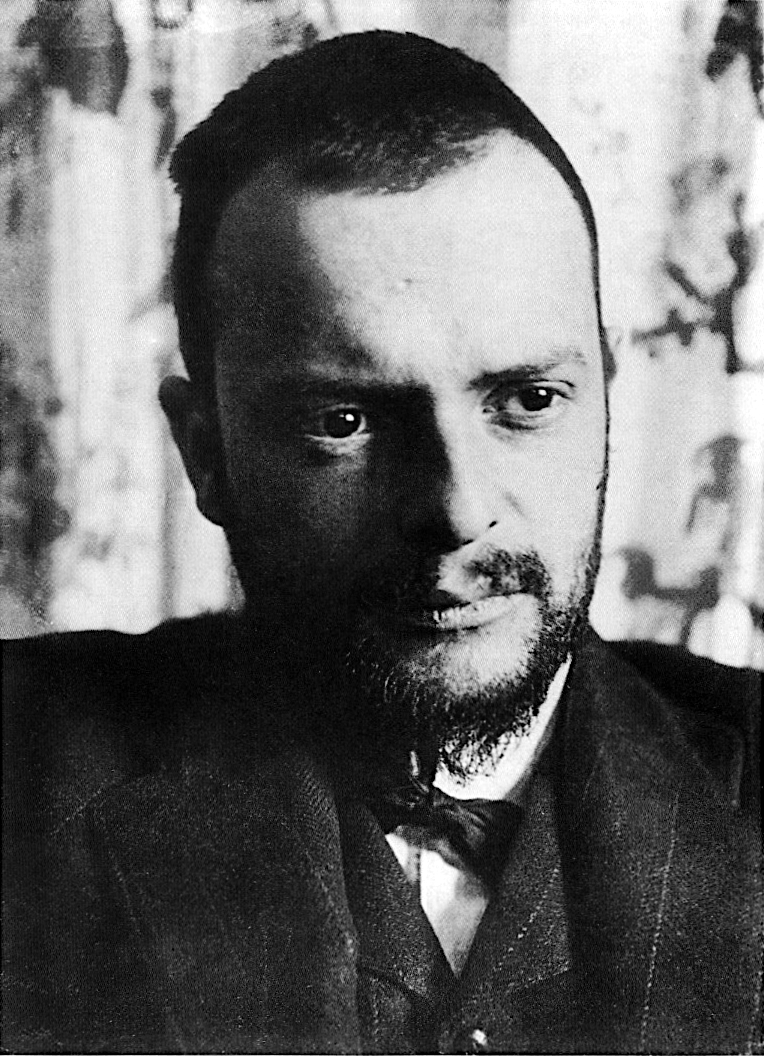
保羅·克利

保羅·克利（Paul Klee，1879年12月18日—1940年6月29日），是一位瑞士裔的德国籍的畫家。他曾在慕尼黑美術學校學習畫畫，並制作了許多以黑白為主的版畫和綫畫。1914年与好友赴突尼斯旅行期间获得灵感，從此成為了一位繪畫彩色畫的畫家，創作出極為優異的作品，知名的作品包括Fish Magic（鱼的魔术）、 Zitronen和 Viaducts Break Ranks等畫作，畫風被封為超現實主義、立體主義和表現主義。他也曾執教於魏瑪，德绍和杜塞爾多夫等地。他對色彩的變化有獨特的鑒賞力，成熟時期的作品更大量采用多種多樣的混合媒材，例如沙子或木屑等，創作出具有特別張力畫作。他和他的朋友，俄國畫家康定斯基，都是當時包浩斯的名師。

## 生平

《Flower myth》，1918

克利出生於瑞士伯恩附近的明興布赫塞，那是一個音樂世家，他的爸爸Hans Klee在伯恩附近的Hofwil Teacher Seminar當音樂教師。克利很早就開始他的音樂與藝術之路；他七歲的時候開始拉小提琴，在八歲的時候他的奶奶給他一盒粉筆，並時常鼓勵他畫畫，克利兩者都可以做的跟成人一樣好。他小時候想成為一個音樂家，但是在他年輕的時候決定了視覺藝術這條路。克利與Heinrich Knirr和弗朗茨·冯·施图克一起在慕尼黑美術學校修習藝術。在一趟義大利之旅結束之後返回伯恩，並定居在慕尼黑，在那裡他認識了康定斯基、弗兰茨·马尔克與其他前衛藝術家，且與青騎士合作。他也在那裡認識了他的妻子，巴伐利亚籍的鋼琴家Lily Stumpf，育有一子。

## 相關作品
由日本Fontworks製作的硬筆體「克利」（クリー、Klee）以他的姓氏命名。

## 外部連結
- Paul Klee Paintings, Biography, and Historical Information
- Zentrum Paul Klee - The Paul Klee museum in Bern
- Artcyclopedia: Paul Klee （页面存档备份，存于）, artcyclopedia.com
- Paul Klee – Swissinfo web special
- Paul Klee at the Museum of Modern Art (MoMA) （页面存档备份，存于）
- Paul Klee （页面存档备份，存于）

1. ↑  .   [2021-03-08]. （原始内容存档于2022-04-21）.